# Britt Ummels
Britt Ummels (* 24. August 1993) ist eine niederländische Leichtathletin, die sich auf den Mittelstreckenlauf spezialisiert hat. Ihre Zwillingsschwester Bo Ummels hingegen ist Langstreckenläuferin.

## Sportliche Laufbahn
Erste internationale Erfahrungen sammelte Britt Ummels im Jahr 2021, als sie bei den Halleneuropameisterschaften im polnischen Toruń im 800-Meter-Lauf in der ersten Runde disqualifiziert wurde.
In den Jahren 2018 und 2019 wurde Ummels niederländische Meisterin über 800 Meter im Freien sowie 2021 in der Halle. Zudem wurde sie 2019 und 2020 Landesmeisterin im 1500-Meter-Lauf im Freien und 2020 in der Halle. Zudem siegte sie 2020 auch im 3000-Meter-Lauf in der Halle.

## Bestleistungen
- 800 Meter: 2:02,61 min, 19. September 2020 in Leiden
  - 800 Meter (Halle): 2:01,85 min, 10. Februar 2021 in Apeldoorn
- 1500 Meter: 4:10,50 min, 8. September 2020 in Ostrava
  - 1500 Meter (Halle): 4:12,97 min, 13. Februar 2021 in Gent
- Meile: 5:06,60 min, 18. August 2012 in Kessel-Lo
  - Meile (Halle): 4:50,63 min, 31. Januar 2015 in New York City
- 3000 Meter: 9:32,98 min, 8. September 2019 in Leiden
  - 3000 Meter (Halle): 9:15,08 min, 23. Februar 2020 in Apeldoorn